# Wanderzirkus Rosarius
Wanderzirkus Rosarius (auch „Beutezirkus Rosarius“ oder einfach „Zirkus Rosarius“) war der inoffizielle Name der 2. Staffel des Versuchsverbands Oberbefehlshaber der Luftwaffe (2./Versuchsverband Ob.d.L.) im Zweiten Weltkrieg. Die Luftwaffeneinheit verwendete erbeutete alliierte Flugzeuge, um sie deutschen Jagdfliegern vorzustellen, damit diese deren Stärken und Schwächen kennenlernen konnten.

## Geschichte
Die Aufstellung des Versuchsverbands Ob.d.L erfolgte im März 1942 in Rheine, während die 2./Versuchsverband Ob.d.L erst 1943 auf Anweisung des damaligen Generals der Jagdflieger Adolf Galland in Oranienburg aufgestellt und von Hauptmann Theodor Rosarius geführt wurde. Im Dezember 1944 erfolgte eine Verlegung auf den Flugplatz Göttingen, der besonders gut mit den notwendigen Einrichtungen für Reparatur und Unterhaltung ausgerüstet war. Im „Sonderkommando IX“ wurde dort auf den ersten Nurflügler Horten H IX mit BMW 003 Strahltriebwerken hingearbeitet.
In der Einheit flogen deutsche Flugzeugführer mit erbeuteten alliierten Jagdflugzeugen, die auf Jagdfliegerschulen, bei Ergänzungs- und regulären Tagjagd- und Nachtjagdverbänden vorgestellt wurden. Dazu flogen sie von Standort zu Standort, was letztlich zum inoffiziellen Namen „Wanderzirkus Rosarius“ führte. Die deutschen Jagdflieger konnten sich so mit den Eigenheiten der alliierten Flugzeuge vertraut machen und zum Beispiel Scheinangriffe auf diese fliegen. Diese Schulungseinsätze bei Fronteinheiten wurden in der Regel mit fünf bis sechs Flugzeugen durchgeführt.

## Ausrüstung
Die 2. Staffel war mit einer Anzahl unterschiedlicher erbeuteter alliierter Jagdflugzeuge ausgerüstet. Darunter waren Lockheed P-38 Lightning, Republic P-47 Thunderbolt, North American P-51 Mustang, Supermarine Spitfire, de Havilland DH.98 Mosquito, Hawker Tempest, Lawotschkin La-5 und Jakowlew Jak-3. Die Maschinen stammten zum Teil aus dem Bestand der Erprobungsstelle Rechlin, die mit dem Beutegut zuerst eine umfangreiche Flugerprobung durchführte. Als besondere Kennzeichnung trugen fast alle Maschinen einen gelben Anstrich der Unterseite. Die Geschwaderkennung war „T9“.
Die 1. Staffel des Versuchsverbands war mit Langstreckenaufklärungsaufgaben betraut und setzte hierfür hauptsächlich die Junkers Ju 88 ein. Sie wurde im Januar 1943 aus der vormaligen 4. Fernaufklärungsstaffel des Oberbefehlshabers der Luftwaffe (4.(F)/Ob.d.L) aufgestellt. Die 3. Staffel führte Versuche mit erbeuteter alliierter Ausrüstung durch. Teile des Versuchsverbands wurden Anfang 1944 in das neu aufgestellte Kampfgeschwader 200 (KG 200) überführt.
Auf Seiten der Royal Air Force (RAF) gab es mit dem No. 1426 Flight RAF eine entsprechende britische Luftwaffeneinheit.